# Ноніус

Збільшений масштаб. Шкала-ноніус показує розмір 3.58 мм

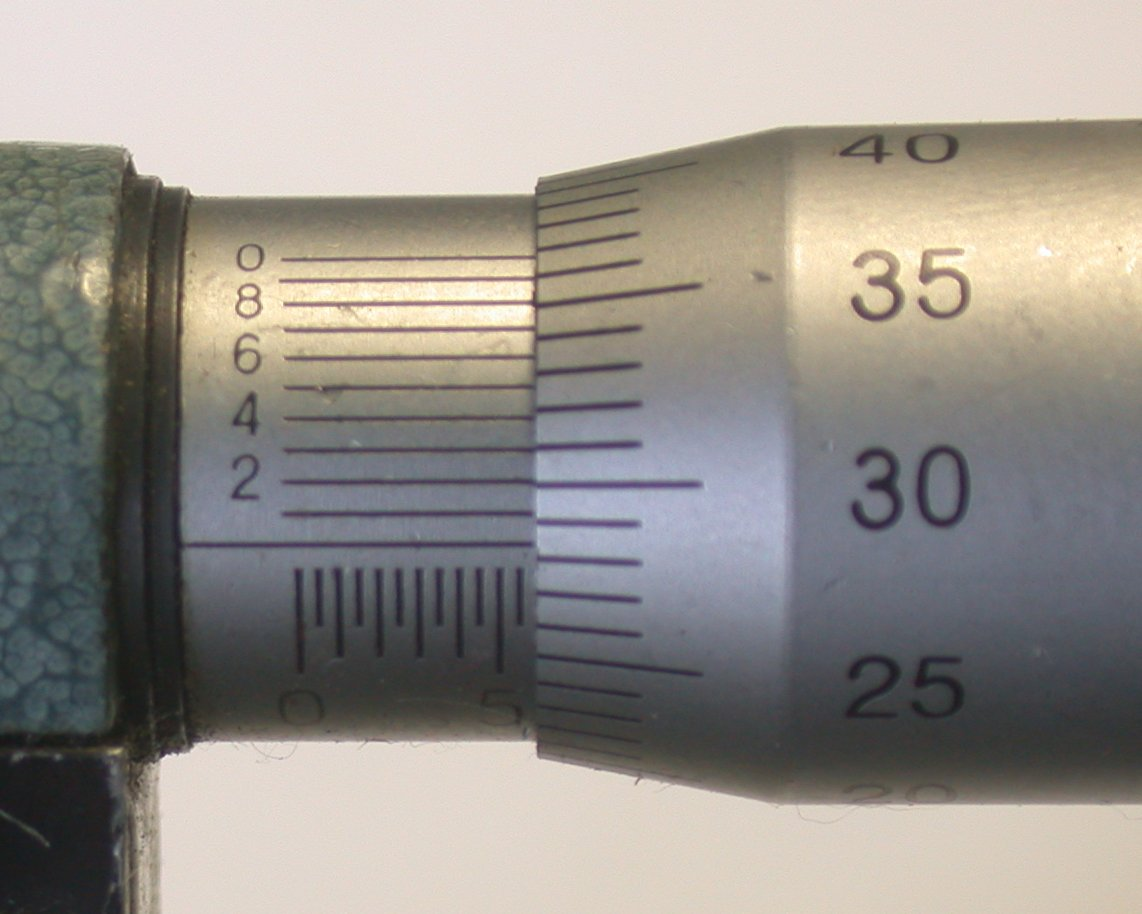
Ноніус втулки мікрометра показує 5,783 мм

Но́ніус або верньє́р (рос. верньер, англ. vernier, нім. Nonius) — прилад для відліку довжин і кутів, відліковий пристрій для кругових і лінійних шкал. У сучасних кутомірних приладах застосовується рідко. Також ноніусом називається додаткова шкала у вимірювальних засобах для відліку часток поділок основної шкали.
Ноніус названий на честь португальського математика Педру Нуніша, який винайшов прилад іншої конструкції, але такий, що використовує той самий принцип. Інша назва, «верньєр», походить від прізвища французького винахідника П. Верньє, що запропонував 1631 р. сучасну конструкцію шкали.
Принцип роботи шкали заснований на тому факті, що око набагато точніше помічає збіг поділок, ніж визначає відносне розташування однієї поділки між іншими. Шкала-ноніус зазвичай має ті самі 10 поділок, що і основна шкала, а за довжиною дорівнює тільки 9 її поділкам.

## Див. також
